# Église Saint-Étienne de Villeneuve-lès-Maguelone
Pour les articles homonymes, voir Église Saint-Étienne et Saint-Étienne (homonymie).
L'église Saint-Étienne est une église catholique située à Villeneuve-lès-Maguelone, en France.

## Localisation
L'église est située dans le département français de l'Hérault, sur la commune de Villeneuve-lès-Maguelone. Elle est construite sur une butte qui domine l'étang de l'Arnel. Le clocher est un vrai donjon rappelant que l'église a servi de refuge et de protection à la population.

## Historique
Du IXe siècle jusqu'aux années 1100, l'église de Villeneuve-lès-Maguelone est identifiée en tant que lieu ecclésiastique villæ novæ. En 1152, elle porte le nom de S. Stephani Villa-novani. Deux années plus tard, elle devient une paroisse, nommée par une bulle papale d'Adrien IV. Un chanoine de l'abbaye d'Aniane est nommé. Elle est mentionnée dans le cartulaire de Maguelone en 1226, 1229 et 1333. L'église fait partie du domaine de l'évêché de Maguelone. À partir de 1528, l'église fait partie de l'archiprêtré de Montpellier, possède un vicaire amovible et porte le nom de Saint Étienne, premier martyr. En 1536, la bulle papale de Paul III modifie l'appartenance à l'archiprêtré vers le diocèse de Montpellier. En 1766, Villeneuve-lès-Maguelone recueille le titre de « ville et baronnie », et l'évêque de Montpellier en est le seigneur temporel.
L'édifice est classé au titre des monuments historiques par la liste de 1840.

## Description
L'impression dominante lors de la visite est l'hétérogénéité de l'ensemble dans un intérieur très sombre.
La base de l'édifice est de style roman, alors que l'étage des baies est gothique. L'architecture d'origine en croix latine est modifiée, au fil du temps, avec l'ajout de chapelles absidiales. Les murs sont appareillés selon la technique « opus monspelliensis » spécifique de l'époque et de la région, consistant à utiliser des pierres taillés à l'identique et posés à plat ou de chant.
L'église Saint-Étienne possède une grande nef, à trois travées qui se termine par une abside semi-circulaire, dont l'ornement sculpté est reproduit dans de nombreuses églises romanes de la région. La nef voûtée en berceau, est bordée de vastes chapelles latérales voûtées d’arête au Sud. Le chœur semi-circulaire est voûté en cul-de-four. On note une tribune métallique dans la première travée de la nef. L'abside est typiquement romane, avec un couronnement orné d'une suite d'arcature aveugle soulignée par une frise en dent d'engrenage, le clocher est restauré au XXe siècle.
Le portail rudimentaire est situé au sud, alors que le pignon occidental est plein.